# 1-aminociclopropano-1-carboxilato sintasa
La enzima 1-aminociclopropano-1-carboxilato sintasa (ACC) (EC 4.4.1.14) cataliza la reacción de descomposición de la S-adenosil-L-metionina en 1-aminociclopropano-1-carboxilato y metiltioadenosina. Esta enzima utiliza el piridoxal 5'-fosfato como cofactor.
S-adenosil-L-metionina {\displaystyle \rightleftharpoons } 1-aminociclopropano-1-carboxilato + metiltioadenosina

## Clasificación
Pese a que esta enzima funcionalmente es una liasa, comparte ciertos aspectos mecanísticos con otras enzimas transaminasas dependientes del piridoxal-fosfato, como el enlace covalente entre el grupo piridoxal-fosfato y un residuo lisina de la enzima. Bajo el concepto de similitud de secuencias, esta enzima puede ser agrupada en la llamada clase-I de transaminasas juntamente con:
- Aspartato aminotransferasa.
- Tirosina transaminasa.
- Aminoácido aromático transaminasa.
- Proteína cobC de la pseudomonas denitrificans, que participa en la biosíntesis de la cobalamina.
- Proteína YJL060c de las levaduras.

## Nomenclatura
El nombre sistemático de esta clase de enzimas es S-adenosil-L-metionina metiltioadenosina-liasa (1-aminociclopropano-1-carboxilato-formadora), otros nombres de uso común incluyen: 1-aminociclopropano-1-carboxilato sintasa; 1-aminociclopropano-1-carboxilato sintetasa; 1-aminociclopropano-ácido-1-carboxílico sintasa; 1-aminociclopropanocarboxilato sintasa; ACC sintasa; aminociclopropanocarboxilato sintass; ácido aminociclopropanocarboxílico sintasa; y S-adenosil-L-metionina metiltioadenosina-liasa.

## Papel biológico
Esta enzima se encuentra en las plantas y cataliza la primera reacción de la biosíntesis del etileno, mientras que la segunda reacción,
 1-aminociclopropano-1-carboxilato + ascorbato + O2 {\displaystyle \rightleftharpoons } etileno + cianuro + deshidroascorbato + CO2 + 2 H2O
es catalizada por la aminociclopropanocarboxilato oxidasa.